# 1976年梅竹賽
民國65年（1976年）丙辰梅竹賽為第八屆國立清華大學與國立陽明交通大學之間的梅竹賽。本屆賽事由國立清華大學主辦，國立陽明交通大學協辦。
賽事結果，兩方以5比5平手。其中交大在棒球、棋藝、足球、田徑、英語演講等5個項目獲勝，清大在男籃、男排、橋藝、國語辯論、拔河等5個項目獲勝。
本屆梅竹賽計有男籃、男排、棒球、棋藝、橋藝、足球、田徑、國語辯論、英語演講、拔河等10個項目。本屆梅竹賽增加舉辦梅竹音樂會及熱門之夜。

## 賽事結果

### 正式賽
| 項目     | 比賽日期 | 勝隊 | 備註           |
| -------- | -------- | ---- | -------------- |
| 男籃     |          | 清大 |                |
| 男排     |          | 清大 |                |
| 棒球     |          | 交大 |                |
| 棋藝     |          | 交大 |                |
| 橋藝     |          | 清大 |                |
| 足球     |          | 交大 |                |
| 田徑     |          | 交大 |                |
| 國語辯論 |          | 清大 |                |
| 英語演講 |          | 交大 |                |
| 拔河     |          | 清大 |                |
| 總錦標   |          |      | 兩方以5比5平手 |

## 外部連結
- 梅竹籌備委員會的Facebook專頁
- 梅竹籌備委員會的Instagram帳戶